# Elecciones presidenciales de Egipto de 1958
Las elecciones presidenciales de Egipto de 1958 fueron un referéndum celebrado simultáneamente junto con el Referéndum sobre la República Árabe Unida en Egipto y en Siria. Nasser fue reelegido como Presidente de Egipto y como primer Presidente de la República Árabe Unida con el 99,9% de los votos, habiendo recibido tan solo 265 votos en contra y siendo postulado por el partido en el poder con apoyo unánime del parlamento. La participación electoral oficial fue del 98,1% del electorado. Sin embargo, la cifra se considera ficticia y se cree que se trató de un fraude electoral.

## Resultados
| Elección                           | Votos     | %    | Votos parlamentarios |
| ---------------------------------- | --------- | ---- | -------------------- |
| A favor                            | 6,102,116 | 99.8 | 400                  |
| En contra                          | 265       | 0.1  | -                    |
| Votos en blanco/inválidos          | 1,881     | 0.2  | -                    |
| Total                              | 6,104,262 | 100  | 400                  |
| Votantes registrados/participación | 6,220,343 | 98.1 | 400                  |
| Fuente: Nohlen et al.              |           |      |                      |